# Česká šachová extraliga 2010/2011
Česká šachová extraliga 2010/11 byla nejvyšší šachovou soutěží v sezoně 2010/11 v Česku. Zúčastnilo se 12 družstev, přičemž nováčci byli Tatran Litovel, který se vrátil po dvou sezónách v 1. lize a ŠK JOLY Lysá nad Labem, který si v Extralize odbyl premiéru.
Družstva byla rozdělena do dvojic podle geografické blízkosti a sezóna byla odehrána formou dvoukol v sobotu a v neděli, kdy vždy tři dvojice tedy 6 družstev hrálo toto dvoukolo doma a šest venku. Navíc bylo mezi druhé a třetí dvoukolo vloženo nedělní kolo, ve kterém se vzájemně střetla družstva z jednotlivých dvojic. Hracími dny byly 6./7. listopad 2010, 4./5. prosinec 2010, 9. leden 2011, 22./23. leden 2011, 6./6. března 2011 a 16 / 17. duben 2011.
Podruhé v řadě zvítězil 1. Novoborský ŠK. 2. místo obsadil A64 VALOZ Grygov a rozšířil tak svou medailovou bilanci na 8 cenných kovů, když předchozí kovy získal v Olomouci a Slatinicích. Na 3. místo dosáhl poprvé v historii Tatran Litovel. Z extraligy sestoupila po jedenácti sezónách poprvé v historii ŠK Mahrla Praha a dokonce po třinácti sezónách TŽ Třinec.

## Konečná tabulka
| Poř. | Tým                           | Z  | V | R | P | BZ | BP   | VP |
| ---- | ----------------------------- | -- | - | - | - | -- | ---- | -- |
| 1.   | 1. Novoborský ŠK (EP)         | 11 | 9 | 2 | 0 | 29 | 61,0 | 42 |
| 2.   | A64 VALOZ Grygov              | 11 | 7 | 1 | 3 | 22 | 48,5 | 32 |
| 3.   | Tatran Litovel (N)            | 11 | 6 | 3 | 2 | 21 | 48,5 | 30 |
| 4.   | ŠK Rapid Pardubice            | 11 | 6 | 1 | 4 | 19 | 42,5 | 19 |
| 5.   | ŠK Labortech Ostrava          | 11 | 5 | 3 | 3 | 18 | 45,5 | 25 |
| 6.   | BŠŠ Frýdek-Místek             | 11 | 4 | 4 | 3 | 16 | 44,5 | 22 |
| 7.   | Výstaviště Lysá nad Labem (N) | 11 | 3 | 4 | 4 | 13 | 46,0 | 25 |
| 8.   | ŠK Zikuda Turnov              | 11 | 3 | 4 | 4 | 13 | 42,0 | 19 |
| 9.   | ŠK Zlín                       | 11 | 3 | 3 | 5 | 12 | 39,5 | 17 |
| 10.  | 2222 ŠK Polabiny              | 11 | 3 | 1 | 7 | 10 | 38,0 | 16 |
| 11.  | ŠK Mahrla Praha               | 11 | 2 | 2 | 7 | 8  | 39,5 | 18 |
| 12.  | TŽ Třinec                     | 11 | 0 | 2 | 9 | 2  | 32,5 | 10 |

## Hráči a sestavy
Do bojů celkem zasáhlo ve 12 družstvech 143 hráčů, mezi nimiž byly dvě ženy. Zastoupení jednotlivých šachových federací bylo následující: Česko 92, Polsko 23, Slovensko 14, Rusko a Bělorusko po 3, Ukrajina, Německo a Lotyšsko po 2, Island, Rumunsko po 1. V následujícím seznamu jsou uvedeni hráči, kteří sehráli alespoň jednu partii. Počet sehraných partií je v závorce za jménem hráče. Vlajka označuje stát, v jehož národní federaci byl pro danou sezónu hráč registrován u FIDE.
- 1. Novoborský ŠK -  Nikita Viťugov (7),  Radoslaw Wojtaszek (4),  Viktor Láznička (6),  Zbyněk Hráček (11),  Mateusz Bartel (9),  Jiří Štoček (10),  Ján Markoš (10),  Petr Hába (9),  Radek Kalod (9),  Robert Cvek (8),  Marek Vokáč (1),   Lukáš Klíma (4)
- A64 VALOZ Grygov -  Vlastimil Babula (10),  Pavel Šimáček (10),  Richard Biolek (9),  Michal Luch (6),  Jaroslav Bureš (10),  Stanisław Zawadzki (3),  Piotr Brodowski (4),  Richard Biolek (10),   Kamil Stachowiak (10),  Karel Malinovský (9),  Josef Juřek (2),  Jan Vrána (4),  Radek Sluka (1)
- Tatran Litovel -  Dariusz Swiercz (7),  Jacek Tomczak (2),  Štěpán Žilka (11),  Marcin Tazbir (7),  Jan Krejčí (11),  Pavel Blatný (11),  Arkadiusz Leniart (4),  Lukáš Kuchynka (9),  Pavel Zpěvák (11),  Lukasz Butkiewicz (5),  Milan Žůrek (2),  Ladislav Stratil (6),  Zdeněk Beil (1),  Antonín Kubíček (1)
- Rapid Pardubice -  Sergej Movsesjan (4),  Robert Kempinski (9),  Jan Votava (11),  Piotr Bobras (7),  Jan Bernášek (11),  Bartolomiej Heberla (11),  Lukáš Černoušek (11),  Pavel Stehno (4),  Petr Pisk (10),  Martin Šklíba (8),  Julia Kochetkova (2)
- Labortech Ostrava -  Kamil Miton (9),  Martin Dziuba (4),  Artur Jakubiec (11),  Vítězslav Rašík (11),  Radoslaw Jedynak (9),  Petr Velička (11),  Jozef Michenka (11),  Stanislav Fiřt (10),  Jiří Kočiščák (11),  Otto Bachořík (1)
- BŠŠ Frýdek-Místek -  Sergej Azarov (9),  Rafal Antoniewski (9),  Vjačeslav Dydyško (9),  Andrej Kovalev (2),  Igors Rausis (11),  Zigurds Lanka (1),  Vladimír Talla (7),  Vojtěch Rojíček (11),  Sergej Berezjuk (9),  Stanislav Jasný (10),  Tadeáš Kriebel (9),  Tomáš Dvořák (1)
- Výstaviště Lysá nad Labem -  Vasily Jemelin (11),  Dorian Rogozencov (9),  Tomáš Petrík (9),   Tomáš Oral (7),  Vlastimil Jansa (9),  Tomáš Likavský (4),  Vítězslav Priehoda (10),  Petr Špaček (10),  Jan Šuráň (6),  Lubomír Neckář (4),  Radek Londýn (6),  Petr Munk (1),  Braňko Husárik (1),  Lubomír Neckář (1)
- ŠK Zikuda Turnov -  Ľubomír Ftáčnik (11),  Falko Bindrich (6),  Pavel Jaracz (6),  Vladimir Sergejev (10),  Petr Neuman (11),  Tomáš Kulhánek (11),  Jan Sodoma (11),  Tomáš Vojta (7),  Miloš Možný (11),  Josef Kopal (4)
- ŠK Zlín -  Tomáš Polák (11),  Marián Jurčík (11),  Peter Michalík (11),  Pavel Čech (8),  Juraj Lipka (5),  Cyril Ponížil (11),  Jan Sosna (11),  Roman Chytilek (8),  Štefan Mazur (4),  Jakub Roubalík (8)
- 2222 ŠK Polabiny -  David Kaňovský (10),  Martin Petr (11),  Michal Konopka (11),  Jiří Jirka (11),  Tomáš Studnička (9),  Martin Červený (11),  Luboš Roško (11),  Matěj Hrabuša (3),  Aleš Jedlička (5),  Michal Novotný (6)
- Mahrla Praha -  David Navara (9),  Jurij Drozdovskyj (2),  Hannes Hlífar Stefánsson (6),  Miloš Jirovský (11),  Michajl Ivanov (9),  Ivan Hausner (7),  David Gross (1),  Stanislav Cífka (9),  Ján Plachetka (3),  Milan Orság (10),  Jan Michálek (5),  Josef Straka (7),  Martin Ondruš (5),  Petr Fajman (2),  Andrej Pochinkov (2)
- TŽ Třinec -  Alexander Mišta (11),  Krzysztof Jakubowski (11),  Vojtěch Plát (11),  Piotr Murdzia (9),  Rolands Bērziņš (2),  Ladislav Langer (11),  Vlastimil Neděla (11),  Milan Walek (11),  Akaki  Sharashenidze (2),  Olga Sikorová (4),  Martin Frolík (4),  Jan Sikora (1)